# Bob Berry (Eishockeyspieler)
Robert Victor „Bob“ Berry (* 29. November 1943 in Montreal, Québec) ist ein kanadischer Eishockeyspieler (Linksaußen) und -trainer, der von 1968 bis 1977 für die Montréal Canadiens und Los Angeles Kings in der National Hockey League spielte.

## Karriere
Berry hatte in seiner Jugend sowohl im Eishockey als auch im American Football eine sportliche Perspektive. Er zählt zu den letzten Spielern, die in beiden Sportarten im Profibereich aktiv waren. Von den Peterborough Petes in der OHA wechselte er ans Sir George Williams College. In dieser Zeit spielte er Football für die Montreal Rifles.
Seine Transferrechte für die National Hockey League lagen bei den Montréal Canadiens und hier versuchte er mit 25 Jahren in der Saison 1968/69 auch den Sprung zum Eishockeyprofi. Bei den sehr stark besetzten Canadiens kam er nur zu zwei Einsätzen und spielte meist in der American Hockey League bei den Cleveland Barons. Nach einem weiteren Jahr in der AHL bei den Montreal Voyageurs verkauften die Canadiens ihn an die Los Angeles Kings. In einer Reihe mit Juha Widing und Mike Byers wurde er in seiner Rookiesaison zweitbester Scorer der Kings. Nachdem die folgende Saison etwas schlechter lief, folgten vier Jahre, in denen er jeweils über 20 Tore erzielte. Er überzeugte aber nicht nur in der Offensive, sondern auch im Defensivbereich leistete er wertvolle Arbeit. Nach der Saison 1976/77 passte er nicht mehr ins Konzept der Kings. Er spielte noch ein Jahr in der AHL bei den Springfield Indians, bevor er seine aktive Karriere beendete.
Als Cheftrainer kehrte er zur Saison 1978/79 zu den Los Angeles Kings zurück. Drei Jahre stand er hinter der Bande der Kings, danach wechselte er zu den Montréal Canadiens. Nachdem er mit den erfolgsverwöhnten Canadiens zweimal in Folge in der ersten Playoff-Runde ausgeschieden war und seine dritte Saison nicht nach den Erwartungen der Verantwortlichen verlaufen war, wurde er im Februar 1984 von Jacques Lemaire abgelöst. Schon bald hatte er einen neuen Job. Die Pittsburgh Penguins engagierten ihn für ab der Saison 1984/85. Mit Mario Lemieux stand ein junger Star neu im Kader. Erneut war Berry drei Jahre im Amt, nachdem er in keiner Saison die Playoffs erreichen konnte, folgte der nächste Wechsel.
Seine nächste Station waren die St. Louis Blues. Hier war er als Assistenztrainer und Assistent des General Managers tätig. Im Laufe der Saison 1992/93 übernahm er die Position des Cheftrainers. Nach eineinhalb Jahren gab er diese Position wieder ab. Bis 1997 blieb er in St. Louis, bevor er zu den San Jose Sharks als Assistenztrainer wechselte.
Heute ist Berry Scout bei den Los Angeles Kings.

## Sportliche Erfolge

### Persönliche Auszeichnungen
- QSHL First All-Star Team: 1968
- Teilnahme am NHL All-Star Game: 1973 und 1974